# Liste der Bodendenkmale in Göhrde
In der Liste der Bodendenkmale in Göhrde sind alle Bodendenkmale der niedersächsischen Gemeinde Göhrde aufgelistet. Die Quelle ist der Denkmalatlas Niedersachsen. Der Stand der Liste ist der 5. Juli 2024.

## Allgemein
In den Spalten finden sich folgende Informationen des Bodendenkmales:
Lagegeographische Koordinaten
BezeichnungBezeichnung lt. Denkmalatlas
BeschreibungBeschreibung lt. Denkmalatlas
IDObjekt-ID
BildBild, ggf. zusätzlich mit Link zu weiteren Fotos im Medienarchiv Wikimedia Commons.

## Metzingen
| Lage                        | Bezeichnung            | Beschreibung | ID       | Bild |
| --------------------------- | ---------------------- | --- | -------- | ---- |
| 53° 7′ 57″ N, 10° 57′ 55″ O | Metzingen 2, Grabhügel | Ehemals annähernd rund, Dm. ca. 13 m, H. ca. 0,7 m, Gelände nach Nordwesten weiter fallend, hier zu ca. einem Drittel abgetragen. | 28922769 | BW   |

## Plumbohm
| Lage                      | Bezeichnung          | Beschreibung | ID       | Bild |
| ------------------------- | -------------------- | --- | -------- | ---- |
| 53° 7′ 2″ N, 10° 57′ 9″ O | Plumbohm 1, Steinmal | Findling von 2,20 m × 5 m × 3 m Größe, der teilweise noch im Boden steckt. Ein Teil des Steins ist mit senkrechtem Bruch abgespalten. Auf der Oberfläche ist er mit Rillen unterschiedlicher Form und Anordnung versehen, möglicherweise auch mit drei Schälchen. Sogenannter „Opferstein“. Die Deutung der Rillen ist nicht sicher; möglicherweise handelt es sich um Spuren von Steinmetzarbeiten vorgeschichtlicher Zeit. | 28922894 | BW   |